# ぷちぱら文庫Creative
ぷちぱら文庫Creative（ぷちぱらぶんこクリエイティブ）とは、パラダイムが発行する文庫レーベルである。

## 概要
ぷちぱら文庫Creativeは、同社の刊行する「ぷちぱら文庫」の派生レーベルとして創刊された、ジュブナイルポルノの小説レーベルである。
毎月2点から4点のペースで刊行されている。定価は、2011年2月から2012年11月までが670円、2012年12月以降が690円となっている。
母体となったぷちぱら文庫が美少女ゲームを原作とした小説化作品を収録しているのに対して、ぷちぱら文庫Creativeではオリジナル作品を収録している。
パラダイムの発行するゲームを原作としないオリジナル小説のレーベルとしては、アンソロジー形式の「キャンディセレクト」以来となる。また前述のキャンディセレクト以外では、初めてオリジナルの挿絵が盛り込まれている。
各作品にはそれぞれ個別にナンバリングされているが、刊行順とナンバーは必ずしも一致しない。また、最初期作品に関しては、ぷちぱら文庫レーベルの枠内で刊行されていた関係から、ぷちぱら文庫Creativeとしての第1弾から第4弾までは、ぷちぱら文庫としてのナンバーも与えられている。
『初恋相手が弟だけど、お姉ちゃんはヘンじゃありません!』は「ぷちぱら文庫No.10／ぷちぱら文庫Creative(001)」として刊行、『ツインクル☆マイシスター 妹バンドはお兄ちゃん限定!』が「ぷちぱら文庫No.13／ぷちぱら文庫Creative(002)」、『おた☆こい 〜理想の彼女とイチャラブえっち〜』が「ぷちぱら文庫No.21／ぷちぱら文庫Creative(003)」、『それでも水着は脱がさない!』が「ぷちぱら文庫No.23／ぷちぱら文庫Creative(004)」として刊行された。
第1弾となる『俺と幼なじみの仲を妹が邪魔をする』では、ぷちぱら文庫Creativeとしてナンバリングを受け、パラダイム公式ホームページでもぷちぱら文庫Creativeの特設サイトでの取り扱いとなる（ただし「ぷちぱら文庫／ぷちぱら文庫Creative 005」となっており、同作の刊行時点で完全にレーベルとして独立したかどうかはやや曖昧である）。
第6弾となる『おた☆こい Ver.2 〜声の天使と同棲生活〜』では「ぷちぱら文庫Creative 006」となった事で、以降はぷちぱら文庫Creativeとしての専用ナンバーで刊行されている。

## 作品一覧

### あ行
| No. | タイトル                                                             | 著者           | 挿絵       | 備考              |
| --- | -------------------------------------------------------------------- | -------------- | ---------- | ----------------- |
| 069 | 姉も妹もまとめて孕ませ計画!!                                         | さかもと（猫） | 綾瀬はづき |                   |
| 027 | あまらぶ! 〜甘えん坊な彼女と恋のレッスン〜                           | 愛内なの       | ここあ     |                   |
| 038 | あまらぶLOVE! 〜ツンな彼女と恋のステップ〜                           | 愛内なの       | ここあ     |                   |
| 048 | あまらぶ愛! エロエロな彼女と恋のジャンプ!                            | 愛内なの       | ここあ     |                   |
| 075 | 異世界娼館でお姫さまハーレム!                                        | 愛内なの       | かゆ       |                   |
| 100 | 異世界で風俗経営を始めたが、美少女たちは俺だけとセックスしたいらしい | 愛内なの       | かゆ       |                   |
| 023 | イチャマゾ! お仕置き女王さま姉妹                                     | 愛内なの       | 崎由けぇき |                   |
| 035 | イチャマゾ!! ドMお嬢さまとドSメイドの挑戦状                          | 愛内なの       | もねてぃ   |                   |
| 046 | イチャマゾ!!! ダブルプリンセスは性奴隷                               | 愛内なの       | もねてぃ   |                   |
| 059 | イチャマゾ for M 〜ドSなメイドさんにお仕置き三昧!〜                  | 愛内なの       | もねてぃ   |                   |
| 025 | 妹味 肉食系幼馴染みvsカリスマ生徒会長                                | 沖田和彦       | 木ノ碕由貴 |                   |
| 036 | 妹たちはなぜ俺の上で腰を振るのか?                                    | うたのはかせ   | 青野りぼん |                   |
| 062 | 妹はなぜ後ろから突かれるのが好きなのか?                              | うたのはかせ   | 鎖ノム     |                   |
| 054 | 妹はなぜおしゃぶりが好きなのか?                                      | うたのはかせ   | 鎖ノム     | 725円             |
| 070 | 妹はなぜ俺に胸を押し付けてくるのか?                                  | うたのはかせ   | 鎖ノム     |                   |
| 07  | ウサミミ少女とお嬢様と巫女さんに迫られて困り果てた件                 | 愛内なの       | ミヤスリサ |                   |
| 171 | エルフ王女に睨まれながら俺のオーク棒で孕ませっくす！                 | 栗栖           | LOLICEPT   |                   |
| 021 | えろどう! 会長と俺と先輩の、同人&コスプレ生活!                       | 桃野衿         | 生煮え     | 初めての定価690円 |
| 026 | 王子と女騎士の仲をお姫さまが邪魔をする                               | 愛内なの       | 葵藍兎     |                   |
| 068 | 幼なじみと妹を性奴隷催眠!                                            | 愛内なの       | かゆ       |                   |
| 033 | 幼なじみと入れ替わった俺は好き放題する                               | 愛内なの       | 能都くるみ |                   |
| 061 | 幼なじみと専属メイドに催眠を使ったら予想以上にスケベになった!?       | 愛内なの       | るしゅーと |                   |
| 061 | お嬢さま学校にオトコの娘として潜入してエッチしちゃった件             | うたのはかせ   | ここあ     |                   |
| 003 | おた☆こい 〜理想の彼女とイチャラブえっち〜                           | 箕崎准         | 三色網戸。 | シリーズ全3巻     |
| 06  | おた☆こい Ver.2 声の天使と同棲生活                                   | 箕崎准         | NAOMI      | シリーズ全3巻     |
| 085 | おっさんだけど若返ったらJKたちと孕ませセックスできました             | さかもと（猫） | とめきち   |                   |
| 078 | 大人しいカノジョに催眠をかけたら、腰を振るだけのメス犬になった件!    | 愛内なの       | 復八磨直兎 |                   |
| 037 | オナホ☆プリンセス いつの間にか妹とメイドさんと修羅場に!              | さかもと（猫） | かゆ       |                   |
| 092 | お兄ちゃんのことが好きすぎていっぱい性教育されたの!                  | うたのはかせ   | あらいぐま |                   |
| 058 | 思い出を守るのはハーレム戦隊!                                        | 愛内なの       | クロエ     |                   |
| 087 | 俺と淫乱メイドの仲をドスケベ姫が精液搾取で邪魔をする                 | 愛内なの       | 鎖ノム     |                   |
| 073 | 俺とカノジョの仲をサキュバスが邪魔をする                             | 愛内なの       | かゆ       |                   |
| 053 | 俺と義妹と実妹の仲を隠れ妹が邪魔をする                               | 愛内なの       | 能都くるみ |                   |
| 047 | 俺と義妹の仲を実妹が邪魔をする                                       | 愛内なの       | 能都くるみ |                   |
| 016 | 俺と幼なじみと妹の仲を生徒会長が邪魔をする                           | 愛内なの       | 生煮え     |                   |
| 005 | 俺と幼なじみの仲を妹が邪魔をする                                     | 愛内なの       | 生煮え     | [ 5 ]             |
| 022 | 俺とメイドの仲を女執事が邪魔をする                                   | 愛内なの       | クロエ     |                   |
| 043 | 俺の彼女とお姉ちゃんの誘惑水着勝負!                                  | 愛内なの       | 綾瀬はづき |                   |

### か行
| No. | タイトル                                                             | 著者           | 挿絵       | 備考 |
| --- | -------------------------------------------------------------------- | -------------- | ---------- | ---- |
| 028 | 学園を救うのはハーレム生徒会                                         | 愛内なの       | 108号      |      |
| 167 | 隠しスキルで無双ハーレム！                                           | 愛内なの       | LOLICEPT   |      |
| 015 | 彼女がヘンタイすぎるので小悪魔な先輩に相談してみた。                 | 愛内なの       | 一色緑     |      |
| 067 | 彼女は、いいなりルームメイト 尽くし系巨乳は性処理パートナー          | 玉城琴也       | あきのしん |      |
| 102 | キモオタだけど強制操作フィギュアで、美少女のメロメロ化に成功しました | メロンバロン   | るしゅーと |      |
| 080 | 巨乳牧場学園でミルク搾りはいかがですか?                              | 亜衣まい       | かゆ       |      |
| 081 | 【驚愕】ツンツンなお嬢さまに痴漢した結果www                          | 亜衣まい       | もねてぃ   |      |
| 08  | 銀光の守護騎士イシス                                                 | 宮村優         | kino       |      |
| 064 | 気高い女騎士と天然な女賢者を飼育調教!                                | 亜衣まい       | かゆ       |      |
| 019 | 恋するうさぎは何見て跳ねる?                                          | 蝦沼ミナミ     | 一色緑     |      |
| 034 | 高貴なプリンセスを飼育調教!                                          | 亜衣まい       | クロエ     |      |
| 093 | 子作り部に入った俺は美少女三人とヤリたい放題!!                       | さかもと（猫） | 珈琲猫     |      |
| 052 | コスプレ好きな生徒会長のペットになった10日間                         | 愛内なの       | 季月えりか |      |
| 086 | ゴムをつけないと怒るカノジョが催眠にかかると中出しを強制するんだが!? | 愛内なの       | 柳瀬柳     |      |

### さ行
| No. | タイトル                                                                   | 著者         | 挿絵         | 備考           |
| --- | -------------------------------------------------------------------------- | ------------ | ------------ | -------------- |
| 098 | Gカップ&Hカップからの美乳学園ミルクはいかがですか?                         | 亜衣まい     | もねてぃ     |                |
| 088 | 自由に命令できるスマホを手に入れたので、学園一カワイイ子を即ハメしてみた。 | メロンバロン | もねてぃ     |                |
| 095 | 【衝撃】催眠を使ったら学園一の美少女が俺専用になった件www                  | 亜衣まい     | 鎖ノム       |                |
| 045 | 清楚な戦姫と高貴な魔王を飼育調教!                                          | 亜衣まい     | かゆ         |                |
| 041 | 生徒会長とお嬢さまを言いなり催眠!                                          | 愛内なの     | 笹森トモエ   |                |
| 020 | 生徒会長と体が入れ替わった俺はいろいろ諦めました                           | 愛内なの     | 六ツ野ヘキサ |                |
| 023 | セカイを救うのは相思相愛                                                   | 愛内なの     | あちゅむち   |                |
| 040 | 世界を救うのはハーレム部隊                                                 | 愛内なの     | 能都くるみ   |                |
| 09  | ぜったいメガネははずさない!                                                | 玉城琴也     | 八尋ぽち     |                |
| 072 | 【速報】美少女を強制操作できるエロアプリを入手したったwww                  | 亜衣まい     | もねてぃ     |                |
| 023 | それでも水着は脱がさない!                                                  | 玉城琴也     | 珈琲貴族     | [ 4 ] [ 注 1 ] |

### た行
| No. | タイトル                                                                        | 著者           | 挿絵       | 備考           |
| --- | ------------------------------------------------------------------------------- | -------------- | ---------- | -------------- |
| 096 | Wメイドのハーレムご奉仕!! あなたの性処理は私たちにお任せ下さい!                 | さかもと（猫） | TAKTO      |                |
| 091 | チート能力で無双になったので、美少女を片っ端からハーレムに入れて子作りしました! | 愛内なの       | かゆ       |                |
| 094 | 超巨乳のカノジョが俺の巨根に絶対服従でドスケベに!?                              | メロンバロン   | かゆ       |                |
| 002 | ツインクル☆マイシスター 妹バンドはお兄ちゃん限定!                               | 玉城琴也       | 牧だいきち | [ 2 ] [ 注 1 ] |
| 066 | TS子作り!!女体化したらモテモテになってみんなに中出しされちゃった!?              | さかもと（猫） | もねてぃ   |                |
| 103 | でかい乳だからって調子に乗っている女を性欲処理に使うことにした                  | 愛内なの       | しんどう   |                |
| 031 | 天使とお姫さまのイチャラブ性旅行!                                               | 愛内なの       | 水月あるみ |                |
| 097 | 童貞捨てに風俗に行ったら女の子が処女だったんだが、俺はどうすればいい!?          | 愛内なの       | かゆ       |                |
| 076 | 透明人間になった俺は苦手な生徒会長を孕ませることにした!                         | さかもと（猫） | ぎうにう   |                |
| 049 | 図書室の嫁はプリンセス                                                          | 秋乃このみ     | 綾瀬はづき |                |

### な行
| No. | タイトル                     | 著者     | 挿絵   | 備考 |
| --- | ---------------------------- | -------- | ------ | ---- |
| 063 | 生イキ生徒会は都合の良い恋人 | 愛内なの | ここあ |      |

### は行
| No. | タイトル                                                     | 著者           | 挿絵         | 備考           |
| --- | ------------------------------------------------------------ | -------------- | ------------ | -------------- |
| 050 | ハーレム性召喚から婚約者を決めて!                            | 愛内なの       | 成沢空       |                |
| 060 | ハーレム性奉仕から家族と子作りさせて!                        | 愛内なの       | 能都くるみ   |                |
| 065 | ハーレム性奴隷からみんなを孕ませて!                          | 愛内なの       | しんどう     |                |
| 082 | 爆乳アイドルを強制発情させて性奴隷にしてみた                 | 愛内なの       | かゆ         |                |
| 001 | 初恋相手が弟だけど、お姉ちゃんはヘンじゃありません!          | 天姫あめ       | 音音         | [ 5 ] [ 注 1 ] |
| 029 | 初恋の戦姫と誘惑の小悪魔                                     | 亜衣まい       | 楓           |                |
| 057 | 孕ませプリンセス ふたりの姫との子作り関係                    | さかもと（猫） | 綾瀬はづき   |                |
| 071 | ハラマセ☆マジック 彼女の理想は子作り生活                     | 進行豹         | 能都くるみ   |                |
| 074 | ばるはらばるきりーず                                         | HARE           | 能都くるみ   |                |
| 077 | 美少女召使いたちがしてくれるご奉仕がエロすぎてセックス三昧!? | 愛内なの       | しんどう     |                |
| 104 | ビッチのフリをするお嬢さまの処女をおいしくいただきました♪    | 愛内なの       | かゆ         |                |
| 079 | 媚薬を使ったウィッチがビッチ化してエッチなデスマッチ!?       | うたのはかせ   | かゆ         |                |
| 010 | 風紀委員長はエッチな声のお仕事をしています                   | 愛内なの       | 六ツ野ヘキサ |                |
| 090 | プリンセス姉妹の異世界AV撮影                                 | 愛内なの       | 綾瀬はづき   |                |
| 011 | ぼくのしっぽをせめないでっ!                                  | 蝦沼ミナミ     | あきのしん   |                |
| 056 | 僕はお姉ちゃんと妹の性欲処理枕!                              | 夜空野ねこ     | かゆ         |                |

### ま行
| No. | タイトル                               | 著者     | 挿絵         | 備考    |
| --- | -------------------------------------- | -------- | ------------ | ------- |
| 030 | 魔王候補生様はおしかけ婚約者           | 桃野衿   | 季月えりか   |         |
| 044 | 魔王さま生徒会は俺のもの!              | 愛内なの | るしゅーと   |         |
| 018 | 魔王さまと妖精さんは勇者にはデレない!? | 愛内なの | 冷凍キャベツ |         |
| 042 | ミニミニな吸血鬼は吸うのが大好き       | 愛内なの | 水月あるみ   |         |
| 015 | ミニミニな後輩は妄想が大好き           | 愛内なの | しらたま     |         |
| 051 | メイドと女執事を飼育調教!              | 亜衣まい | もねてぃ     |         |
| 012 | 揉ませてよオレの正義                   | 鏡裕之   | 遠矢大介     | 既刊3巻 |
| 032 | 揉ませてよオレの正義 2                 | 鏡裕之   | 遠矢大介     | 既刊3巻 |
| 055 | 揉ませてよオレの正義 3                 | 鏡裕之   | Kloah        | 既刊3巻 |

### や行
| No. | タイトル                             | 著者     | 挿絵       | 備考 |
| --- | ------------------------------------ | -------- | ---------- | ---- |
| 013 | 勇者とお姫さまの仲を魔王が邪魔をする | 愛内なの | 能都くるみ |      |

### ら行
| No. | タイトル                                                                      | 著者     | 挿絵     | 備考 |
| --- | ----------------------------------------------------------------------------- | -------- | -------- | ---- |
| 089 | 【朗報】ソープ部の顧問になったんだけど研修といってエロいことするの楽しすぎwww | 亜衣まい | みぐみぐ |      |

### わ行
| No. | タイトル                                                                    | 著者   | 挿絵     | 備考          |
| --- | --------------------------------------------------------------------------- | ------ | -------- | ------------- |
| 017 | わたしの彼氏になりなさい! おた☆こいver.3 〜ふたりでイチャラブトレーニング〜 | 箕崎准 | シヴァ。 | シリーズ全3巻 |